# Mi famosa desconocida
Mi famosa desconocida es una película chilena del año 2000. Dirigida por Edgardo Viereck, protagonizada por Patricia Guzmán, Jorge Guerra, Alex Zisis y Esperanza Silva.

## Sinopsis
Adelina es una típica nana chilena que, por cosas del destino, se gana un millonario premio en televisión. Esto le cambia la vida, llenándola de sorpresivos problemas que la obligarán a demostrar que ella vale por lo que es, y no por lo que tiene.

## Reparto
- Patricia Guzmán como Adelina.
- Jorge Guerra como Pedro.
- Alex Zisis como Alberto.
- Esperanza Silva como María Pilar.
- Orietta Grendi como Samantha.
- Mauricio Diocares como Aldo.
- Sergio Hernández como Jesús.
- Mateo Iribarren como Tato.
- Tichi Lobos como Yasna.
- Rodolfo Vásquez como Pablo.
- Alejandro Trejo como Pato.
- Agustín Moya como Chago.
- Rolando Valenzuela
- Rodrigo Rochet

## Premios
- Premio OCIC al Mejor Largometraje Nacional, Festival Internacional de Cine de Valdivia, Chile, 2000